# Pablo Martín Sánchez
Pour les articles homonymes, voir Martín Sánchez, Pablo Sánchez (homonymie) et Sánchez.
Pablo Martín Sánchez, né en 1977 à Reus, est un écrivain espagnol.

## Biographie
Pablo Martín Sánchez est un écrivain diplômé en art dramatique de l'Institut de théâtre de Barcelone, docteur en langue française et en littérature de l'université Lille-III et docteur en littérature comparée de l'université de Grenade.
Il a travaillé entre autres comme lecteur, correcteur, libraire et traducteur du français vers l'espagnol (Raymond Queneau, Delphine de Vigan,... ). 
Il est l'auteur d'un recueil de contes (Frictions) et de trois romans (L'Anarchiste qui portait mon nom, L'instant décisif, Diario de un viejo cabezota (Reus, 2066)).
En 2014, il devient le premier membre espagnol de l'Oulipo.

## Œuvres
- Frictions, Ed La Contre Allée, 2014 ( Fricciones, Eda libro, 2011 ).
- L'anarchiste qui s'appelait comme moi, Ed Zulma & La Contre Allée, 2021 ( El anarquista que se llamaba como yo, Acantilado, 2012 ).
- L'instant décisif, Ed La Contre Allée, 2017 ( Tuyo es el mañana, Acantilado, 2016 ).
- Reus, 2066, Ed Zulma & La Contre Allée, 2024 (Diario de un viejo cabezota, Acantilado, 2020).